# Ограничивающий перегон
Ограничивающий перегон — участок железнодорожного пути, представляющий собой железнодорожный перегон, имеющий наименьшую пропускную способность. Пропускная способность ограничивающего перегона определяет пропускную способность выделенного участка железной дороги. Как правило, рассчитывается наибольшее количество грузовых поездов определённого веса, способных пройти по перегону в одном или в двух направлениях, на двупутных участках это значение может не совпадать.